# Greuville
Greuville ist eine französische Gemeinde mit 374 Einwohnern (Stand: 1. Januar 2022) im Département Seine-Maritime in der Region Normandie (vor 2016 Haute-Normandie). Sie gehört zum Arrondissement Dieppe und zum Kanton Luneray (bis 2015 Kanton Bacqueville-en-Caux). Die Einwohner werden Greuvillais genannt.

## Geographie
Greuville liegt etwa 23 Kilometer südwestlich von Dieppe. Umgeben wird Greuville von den Nachbargemeinden Luneray im Norden, Brachy im Osten und Nordosten, Rainfreville im Süden und Südosten, Vénestanville im Süden und Südwesten sowie Crasville-la-Rocquefort im Westen.

## Bevölkerungsentwicklung
| Jahr                      | 1962 | 1968 | 1975 | 1982 | 1990 | 1999 | 2006 | 2013 |
| Einwohner                 | 313  | 276  | 287  | 330  | 355  | 315  | 332  | 377  |
| Quelle: Cassini und INSEE |      |      |      |      |      |      |      |      |

## Sehenswürdigkeiten

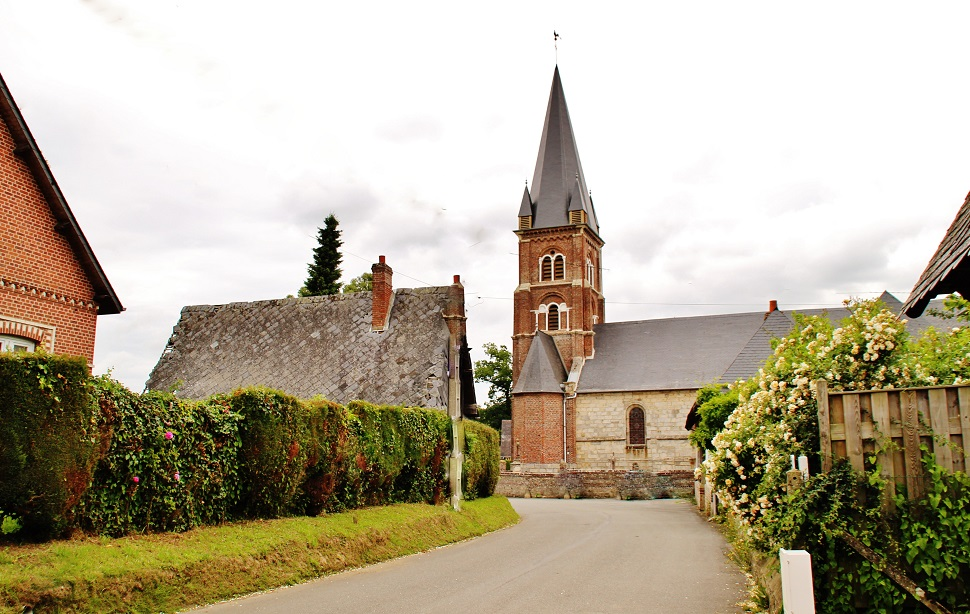
Kirche Saint-Firmin

- Kirche Saint-Firmin